# Liste der Baudenkmäler in Kirchheim (Unterfranken)
Auf dieser Seite sind die Baudenkmäler in der unterfränkischen Gemeinde Kirchheim zusammengestellt. Diese Tabelle ist eine Teilliste der Liste der Baudenkmäler in Bayern. Grundlage ist die Bayerische Denkmalliste, die auf Basis des Bayerischen Denkmalschutzgesetzes vom 1. Oktober 1973 erstmals erstellt wurde und seither durch das Bayerische Landesamt für Denkmalpflege geführt wird. Die folgenden Angaben ersetzen nicht die rechtsverbindliche Auskunft der Denkmalschutzbehörde.

## Baudenkmäler nach Ortsteilen

### Kirchheim
| Lage                                                           | Objekt                              | Beschreibung | Akten-Nr.              | Bild           |
| -------------------------------------------------------------- | ----------------------------------- | --- | ---------------------- | -------------- |
| An der Heerstraße, Straße nach Sulzdorf (Standort)             | Feldkreuz                           | Kruzifix auf Postament mit Inschriftenfeld, Sandstein, 2. Hälfte 19. Jahrhundert | D-6-79-153-12 Wikidata | weitere Bilder |
| An der Kühruh 1, Egenburgstraße (Standort)                     | Bildstock                           | walmartig bedachter Nischenaufsatz mit Kreuzbekrönung auf Säule über Postament, Sandstein, bezeichnet 1619 | D-6-79-153-16 Wikidata | BW             |
| Bergäcker, Gaubüttelbrunner Straße (Standort)                  | Bildstock                           | Reliefaufsatz mit scheibenartigem, zweitverwendetem 14 Nothelfer-Relief des 18. Jahrhunderts, mit kreuzbekrönter Bogenüberfangung, auf Pfeiler mit Heiligenreliefs über Sockel, Sandstein, bezeichnet 1858 | D-6-79-153-11 Wikidata | weitere Bilder |
| Burkardstraße (Standort)                                       | Heiligenfigur                       | Sandsteinskulptur einer Maria Immaculata auf Postament mit Inschrift, bezeichnet 1871 | D-6-79-153-6 Wikidata  | weitere Bilder |
| Burkardstraße 3 ()                                             | Bildstock mit Pietà                 | 1849; nicht nachqualifiziert, im Bayerischen Denkmal-Atlas nicht kartiert | D-6-79-153-2           |                |
| Burkardstraße 3 (Standort)                                     | Bildstockkopf                       | Reliefaufsatz mit Kreuzigungsszene, in die Hauswand eingelassen, Sandstein, bezeichnet 1583 | D-6-79-153-1 Wikidata  | weitere Bilder |
| Burkardstraße 6 (Standort)                                     | Bildstock                           | Sandsteinfigur einer Pietà auf erneuertem Pfeiler über Sockel, Sandstein, bezeichnet 1874. | D-6-79-153-3 Wikidata  | weitere Bilder |
| Burkardstraße 12 (Standort)                                    | Hoftor                              | Hofeinfahrt, Pfeiler mit Quadrierung, Deckplatte mit Zahnfries sowie hölzernem Sturz, bezeichnet 1833 | D-6-79-153-4 Wikidata  | weitere Bilder |
| Burkardstraße 12 (Standort)                                    | Hoftor                              | Hofeinfahrt, Pfeiler mit Quadrierung, Deckplatte mit Zahnfries sowie hölzernem Sturz, bezeichnet 1838 | D-6-79-153-4 Wikidata  | weitere Bilder |
| Burkhardstraße 12; an der Brücke (Standort)                    | Bildstock                           | baldachinbekrönter Reliefaufsatz mit Kreuzigung, rückseitig Pietà, auf Pfeiler mit Heiligenreliefs über Sockel, Sandstein, spätes 18. Jahrhundert | D-6-79-153-5 Wikidata  | BW             |
| Dorfstraße 7 (Standort)                                        | Wohnhaus                            | zweigeschossiger, verputzter Satteldachbau mit Fachwerkobergeschoss, mit Rokoko- und Rahmenstuck im Obergeschoss, im Kern 2. Hälfte 18. Jahrhundert | D-6-79-153-29 Wikidata | weitere Bilder |
| Flürlein; Lilacher Straße (Standort)                           | Wegkreuz                            | Kruzifix auf Postament mit Inschriftenfeld, Sandstein, bezeichnet 1904 | D-6-79-153-15 Wikidata | BW             |
| Friedhofstraße 1 (Standort)                                    | Ehemalige Schule                    | zweigeschossiger, verputzter Halbwalmdachbau mit Fachwerkobergeschoss, frühes 19. Jahrhundert | D-6-79-153-7 Wikidata  | weitere Bilder |
| Friedhofstraße 1 (Standort)                                    | St. Nepomuk-Statue                  | Figur des Hl. Johannes Nepomuk auf hohem Postament, über Tischsockel, Sandstein, 18. Jahrhundert, Postament frühes 19. Jahrhundert | D-6-79-153-8 Wikidata  | weitere Bilder |
| Gartenstraße 3 (Standort)                                      | Ehemalige Synagoge                  | zweigeschossiger Satteldachbau mit Freitreppe, Mikwe, im Kern 1667 | D-6-79-153-30 Wikidata | weitere Bilder |
| Gartenstraße 4 (Standort)                                      | Bauernhof: Wohnstallhaus            | zweigeschossig, verputzt mit Satteldach, Fachwerkobergeschoss und Freitreppe, dendro. dat. 1773/74, überformt bezeichnet 1851 | D-6-79-153-9 Wikidata  | weitere Bilder |
| Gartenstraße 4 (Standort)                                      | Bauernhof: Scheune                  | Massiv- und Fachwerkbau mit Satteldach, im Kern dendro.dat. 1766, überformt und erweitert, 1854 | D-6-79-153-9 Wikidata  | weitere Bilder |
| Gartenstraße 4 (Standort)                                      | Bauernhof: ehemaliger Stall         | zweigeschossiger Massivbau mit Satteldach, bezeichnet 1872 | D-6-79-153-9 Wikidata  | weitere Bilder |
| Gartenstraße 4 (Standort)                                      | Bauernhof: ehemaliger Schweinestall | zweigeschossiger Massivbau mit Satteldach, bezeichnet 1860 | D-6-79-153-9 Wikidata  | weitere Bilder |
| Kapellenweg (Standort)                                         | Ehemalige Flurkapelle               | kleiner verputzter Satteldachbau, 18. Jahrhundert; mit Ausstattung | D-6-79-153-32 Wikidata | weitere Bilder |
| Kapellenweg; neben der Kapelle (Standort)                      | Bildstock                           | Skulptur eines Christus an der Geißelsäule, auf Pfeiler über gebauchtem Postament, Sandstein, bezeichnet 1765 | D-6-79-153-31 Wikidata | weitere Bilder |
| Nähe Mergentheimer Straße; Straße nach Wittighausen (Standort) | Bildstock                           | Skulptur einer Pietà vor dem Kreuz, auf Pfeiler über Tischsockel, Sandstein, bezeichnet 1741 | D-6-79-153-14 Wikidata | BW             |
| Rathausstraße 3 (Standort)                                     | Katholische Pfarrkirche St. Michael | Saalbau mit eingezogenem Chor und Chorturm mit Spitzhelm, Turm im Kern 13. Jahrhundert, Chor und Langhaus 1701, mit nördlichem Erweiterungsanbau auf quadratischem Grundriss mit exzentrischem Faltdach mit Lichtfries, Taufkrypta mit korbbogigem Grundriss, von Walter Schilling, 1964–1966; mit Ausstattung. | D-6-79-153-10 Wikidata | weitere Bilder |
| Staatsstraße 2296 (Standort)                                   | Bildstock                           | rundbogiger Reliefaufsatz mit Kreuzigungsszene, auf erneuertem Pfeiler über gebauchtem Postament, Sandstein, spätes 18./19. Jahrhundert | D-6-79-153-13 Wikidata | BW             |
| Würzburger Straße 12 (Standort)                                | Hofanlage: Wohngebäude              | zweigeschossiger Kalksandsteinquaderbau in Ecklage, mit Satteldächern, Hausteingliederung und übereck gestellte Portalachse mit Balkon und Ziergiebel, historistisch, bezeichnet 1897 | D-6-79-153-39 Wikidata | weitere Bilder |
| Würzburger Straße 12 (Standort)                                | Hofanlage: Scheune                  | Kalksteinquaderbau mit Satteldach, gleichzeitig | D-6-79-153-39 Wikidata | weitere Bilder |
| Würzburger Straße 12 (Standort)                                | Hofanlage: Nebengebäude             | Kalksteinquaderbau mit Satteldach, gleichzeitig | D-6-79-153-39 Wikidata | weitere Bilder |

### Eulenmühle
| Lage                                      | Objekt    | Beschreibung | Akten-Nr.              | Bild |
| ----------------------------------------- | --------- | --- | ---------------------- | ---- |
| am Waldrand bei der Eulenmühle (Standort) | Bildstock | baldachinbekrönter Reliefaufsatz mit Marienkrönung, Rückseite mit Pietà, auf Pfeiler mit Heiligenreliefs über Postament, Sandstein, 18. Jahrhundert | D-6-79-153-17 Wikidata | BW   |

### Gaubüttelbrunn
| Lage                                                                   | Objekt                                       | Beschreibung | Akten-Nr.              | Bild           |
| ---------------------------------------------------------------------- | -------------------------------------------- | --- | ---------------------- | -------------- |
| Dammbachstraße 15 (Standort)                                           | Bildstock                                    | Reliefaufsatz mit Kreuzigung und Kreuzbekrönung auf Pfeiler, Sandstein, 18. Jahrhundert | D-6-79-153-34 Wikidata | BW             |
| Gützinger Pfad; am Abzweig der Straße nach Euerhausen                  | Bildstock                                    | mit Hl. Dreifaltigkeit, 1749 | D-6-79-153-26 Wikidata | BW             |
| Hauptstraße (Standort)                                                 | Bildstock                                    | rechteckiger Schaft mit abgefasten Kanten, Aufsatz mit Kreuzigungsrelief, bezeichnet 1590 | D-6-79-153-54          | weitere Bilder |
| Hauptstraße, bei Nr. 5 (Standort)                                      | Bildhäuschen                                 | tonnengewölbter Aufsatz mit Kreuzbekrönung, darin Herz-Jesu-Figur auf Postament mit Inschrift, Muschelkalk, um 1920 | D-6-79-153-23 Wikidata | weitere Bilder |
| Hauptstraße, bei Nr. 14 (Standort)                                     | Heiligenfigur                                | Skulptur einer Maria Immaculata auf hohem Sockel mit Inschrift, Sandstein, um 1860/70 | D-6-79-153-21 Wikidata | weitere Bilder |
| Hauptstraße 15 (Standort)                                              | Ehemaliges Rathaus                           | zweigeschossiger, verputzter Walmdachbau mit geohrten Fensterrahmungen, 18. Jahrhundert | D-6-79-153-36 Wikidata | weitere Bilder |
| Hauptstraße 17 (Standort)                                              | Hofanlage: Wohnhaus                          | zweigeschossiger, verputzter Mansardwalmdachbau mit geohrten Fensterrahmungen, 1797 | D-6-79-153-20 Wikidata | weitere Bilder |
| Hauptstraße 17                                                         | Hofanlage: Nebengebäude                      | teilweise Fachwerk, bäuerliches Wohnhaus mit Mansarddach, 1797 | D-6-79-153-20 Wikidata | BW             |
| Hauptstraße 17 (Standort)                                              | Hofanlage: Hofeinfahrtspfeiler               | , 18./19. Jahrhundert | D-6-79-153-20 Wikidata | weitere Bilder |
| Hauptstraße 24 a (Standort)                                            | Katholische Pfarrkirche St. Stephan und Anna | Saalbau mit eingezogenem Chor und Chorflankenturm mit Spitzhelm,Turm und Chor im Kern gotisch, Langhaus 1761 umgestaltet, mit modernen Anbauten; mit Ausstattung                                                                                | D-6-79-153-18 Wikidata | weitere Bilder |
| Hauptstraße 24 a (Standort)                                            | Bildstock                                    | bekrönter Reliefaufsatz mit Kreuzigungsdarstellung, auf Pfeiler mit Stiftungsinschrift, über gebauchtem Postament, Sandstein, bezeichnet 1751                                                                                                   | D-6-79-153-19 Wikidata | weitere Bilder |
| Hauptstraße 26 (Standort)                                              | Brunnenschale                                | achteckig, Muschelkalk, 18. Jahrhundert | D-6-79-153-22 Wikidata | weitere Bilder |
| Hauptstraße 32 (Standort)                                              | Wegkreuz                                     | Kruzifix auf Sockel, Kalkstein, 20. Jahrhundert | D-6-79-153-27 Wikidata | weitere Bilder |
| Nähe Hauptstraße (Standort)                                            | Friedhof                                     | mit Grabmälern mit Szenen aus der Passion Christi, Muschelkalk, von Ludwig Sonnleitner, 1940, und Grabmälern mit Reliefs der Namenspatrone der Verstorbenen, von Ludwig Sonnleitner, Julius Bausenwein und Adolf Herbst, 1940er Jahre           | D-6-79-153-24 Wikidata | weitere Bilder |
| Nähe Hauptstraße (Standort)                                            | Friedhofskreuz                               | Kruzifix auf Tischsockel mit Inschrift, Sandstein, Kunststein, um 1920 | D-6-79-153-24 Wikidata | weitere Bilder |
| Nähe Hauptstraße (Standort)                                            | Kriegerdenkmal                               | für die Gefallenen der beiden Weltkriege, Stele mit Relief des Auferstandenen mit Basilisk, mit flankierenden Stelen mit Namenstafeln, Muschelkalk, von Ludwig Sonnleiter, 1946/67                                                              | D-6-79-153-24 Wikidata | BW             |
| Nähe Hauptstraße (Standort)                                            | Priestergrabmal                              | Stele mit Relief des Auferstandenen in Mandorla, mit flankierenden Stelen mit Namenstafeln, Muschelkalk, von Ludwig Sonnleitner, 1946/47 | D-6-79-153-24 Wikidata | BW             |
| Klößberg (Standort)                                                    | Skulpturengruppe                             | 13 der ehemals 15 Skulpturen des 1. Symposiums europäischer Bildhauer in Deutschland vom 12. Juni bis 15. September 1961, sogenannter „Symposium Kaisersteinbruch“, im Steinbruch von Gaubüttelbrunn als Entstehungs- und Ausstellungsort, 1961 | D-6-79-153-38 Wikidata | weitere Bilder |
| Kreisstraße WÜ 13; an der Straße nach Sulzdorf auf der Höhe (Standort) | Bildstock                                    | Pfeiler mit Heiligenreliefs, 17. Jahrhundert, bekrönende Madonnenfigur, Mitte 19. Jahrhundert (vermutl. erneuert) | D-6-79-153-25 Wikidata | weitere Bilder |
| Schindplatz, an der Straße nach Wittighausen (Standort)                | Wegkreuz                                     | Kruzifix auf Sockel mit geschwungener Deckplatte, um 1900 | D-6-79-153-28 Wikidata | BW             |
| Untere Gasse 1 (Standort)                                              | Pietà                                        | Freifigur eines Vesperbildes auf hohem Postament mit Inschriftentafel, über getrepptem Sockel, Sandstein, von Bildhauer Müller aus Heidingsfeld, bezeichnet 1877                                                                                | D-6-79-153-35 Wikidata | weitere Bilder |
| Weidengarten; am alten Gützinger Weg (Standort)                        | Heiligenfigur                                | Sandsteinskulptur einer Maria Immaculata auf hohem Postament mit Inschrift, bezeichnet 1882 | D-6-79-153-37 Wikidata | BW             |

### Mühle (obere)
| Lage              | Objekt      | Beschreibung | Akten-Nr.     | Bild |
| ----------------- | ----------- | --- | ------------- | ---- |
| Obere Mühle 44 () | Obere Mühle | zweigeschossiger massiver Satteldachbau mit zweigeschossigem massivem Anbau, bezeichnet mit "1839", im Kern älter, mit historischer Mühlentechnik, um 1900; Kapelle, eingeschossiger Walmdachbau, 1. Hälfte 19. Jahrhundert, mit Ausstattung; Sommerkeller mit Tonnengewölbe, Mitte 19. Jahrhundert; Fragment der Mühlrinne, Sandstein und Abdeckplatten, um 1900 | D-6-79-153-57 |      |

### Sellenbergerhof
| Lage                       | Objekt      | Beschreibung                                                                                         | Akten-Nr.              | Bild |
| -------------------------- | ----------- | --- | ---------------------- | ---- |
| Sellenbergerhof (Standort) | Dreiseithof | ehemaliges von Wolffskeelisches Gut, zum größten Teil in Lehmziegelbauweise errichtet,1832           | D-6-79-153-40 Wikidata | BW   |
| Sellenbergerhof (Standort) | Dreiseithof | Südflügel als ehemaliges Wohnwirtschaftsgebäude, eingeschossiger, teilweise verputzter Satteldachbau | D-6-79-153-40 Wikidata | BW   |
| Sellenbergerhof (Standort) | Dreiseithof | Westflügel als Scheune, mächtiger Massivbau mit Satteldach                                           | D-6-79-153-40 Wikidata | BW   |
| Sellenbergerhof (Standort) | Dreiseithof | Wirtschaftsgebäude, mächtiger Bruchsteinmauerwerksbau mit Satteldach, wohl 2. Hälfte 19. Jahrhundert | D-6-79-153-40 Wikidata | BW   |

### Keinem Gemeindeteil zugeordnet
| Lage         | Objekt    | Beschreibung                                                                                         | Akten-Nr.     | Bild |
| ------------ | --------- | --- | ------------- | ---- |
| Goldacker () | Bildstock | Pfeiler auf Postament, Aufsatz mit Relief der Marienkrönung, neuromanisch, 2. Hälfte 19. Jahrhundert | D-6-79-153-56 |      |

## Ehemalige Baudenkmäler
In diesem Abschnitt sind Objekte aufgeführt, die früher einmal in der Denkmalliste eingetragen waren, jetzt aber nicht mehr. Objekte, die in anderem Zusammenhang also z. B. als Teil eines Baudenkmals weiter eingetragen sind, sollen hier nicht aufgeführt werden. Aktennummern in diesem Abschnitt sind ehemalige, jetzt nicht mehr gültige Aktennummern.

| Lage                                                               | Objekt    | Beschreibung                       | Akten-Nr.              | Bild |
| ------------------------------------------------------------------ | --------- | ---------------------------------- | ---------------------- | ---- |
| Gaubüttelbrunn Kreisstraße WÜ 13; Ried; Straße nach Gaubüttelbrunn | Bildstock | mit Hl. Familie, 19. Jahrhundert   | D-6-79-138-64 Wikidata | BW   |
| Gaubüttelbrunn Kreisstraße WÜ 34; Straße nach Gaubüttelbrunn       | Bildstock | mit Marienkrönung, 18. Jahrhundert | D-6-79-138-19 Wikidata | BW   |

## Abgegangene Baudenkmäler
In diesem Abschnitt sind Objekte aufgeführt, die früher einmal in der Denkmalliste eingetragen waren, jetzt aber nicht mehr existieren, z. B. weil sie abgebrochen wurden. Aktennummern in diesem Abschnitt sind ehemalige, jetzt nicht mehr gültige Aktennummern.

| Lage                                                                            | Objekt | Beschreibung | Akten-Nr.              | Bild |
| ------------------------------------------------------------------------------- | ------ | --- | ---------------------- | ---- |
| Kirchheim Oberm Mittenhölzlein; im Steinbruch an der „Alten Bahnhofswirtschaft“ | Kran   | sogenannter Derrick-Kran, ca. 1905–1955 in Betrieb; transloziert: 2006 abgebaut, 2007 wieder aufgebaut in Bad Windsheim, Fränkisches Freilandmuseum (Gebäude Nr. 108 a); nicht nachqualifiziert, im Bayerischen Denkmalviewer nicht kartiert | D-6-79-153-33 Wikidata | BW   |